# Koronowo Wąskotorowe
Koronowo Wąskotorowe – dawna wąskotorowa stacja kolejowa w Koronowie, w gminie Koronowo, w powiecie bydgoskim, w województwie kujawsko-pomorskim. Była to stacja końcowa wąskotorowej linii kolejowej z Bydgoszczy Wąskotorowej. Linia ta została otwarta w 1895 roku. W 1896 wybudowano dworzec. W 1969 roku linię zamknięto dla ruchu pasażerskiego.